# 春城文塔
春城文塔，位于中国广东省阳江市阳春市春城镇岗背岭，为阳春市文物保护单位，类型为古建筑，公布时间为1979年1月16日。
春城文塔的历史年代为清代。